# Ciotusza Stara
Ciotusza Stara – wieś w Polsce położona w województwie lubelskim, w powiecie tomaszowskim, w gminie Susiec.
| SIMC    | Nazwa            | Rodzaj    |
| ------- | ---------------- | --------- |
| 0900488 | Kolonia Podrusów | część wsi |

W latach 1975–1998 miejscowość administracyjnie należała do województwa zamojskiego.
Wieś stanowi sołectwo gminy Susiec. Według Narodowego Spisu Powszechnego z roku 2011 wieś liczyła 295 mieszkańców.